# Prietrž
Prietrž es un municipio del distrito de Senica en la región de Trnava, Eslovaquia, con una población estimada a final del año 2024 de 727 habitantes.
Se encuentra ubicado al norte de la región, en los pequeños Cárpatos y cerca del río Váh (cuenca hidrográfica del Danubio) y de la frontera con la República Checa.

## Demografía
| Año        | 1994 | 2004     | 2014    | 2024    |
| ---------- | ---- | -------- | ------- | ------- |
| Población  | 792  | 708      | 736     | 727     |
| Diferencia |      | −10,60 % | +3,95 % | −1,22 % |

| Año        | 2023 | 2024    |
| ---------- | ---- | ------- |
| Población  | 733  | 727     |
| Diferencia |      | −0,81 % |